# Kościół Narodzenia Najświętszej Maryi Panny w Imielnie
Kościół Narodzenia Najświętszej Maryi Panny w Imielnie – zabytkowy katolicki kościół parafialny, znajdujący się we wsi Imielno (powiat gnieźnieński, województwo wielkopolskie). Stoi na wzgórzu górując nad osadą. Funkcjonuje przy nim parafia Narodzenia Najświętszej Maryi Panny. Do rejestru zabytków wpisany został 17 grudnia 2008 pod numerem 731/Wlkp/A.

## Historia
Pierwszy lokalny kościół parafialny powstał we wsi z drewna w XIII lub XIV wieku z fundacji Wczelów. Z XV wieku znany jest proboszcz Jakub Kulesza, a po nim parafią zarządzał Wincenty Cholewa (zm. około 1511). Obecne wezwanie obiekt uzyskał około 1520 (w 1521 przeszedł modernizację z uwagi na zły stan techniczny). Kolejny drewniany kościół został wzniesiony przez kasztelana lądzkiego Tadeusza Jaraczewskiego. Świątynia ta spłonęła w 1865, a wraz z nią obraz maryjny mający opinię cudownego. W 1870 zbudowano z cegły nowy kościół, stojący do dziś (fundatorami byli Moraczewscy). Poświęcono go 2 lipca 1870. Kolatorem tego kościoła był Benedykt Oraczewski - właściciel dóbr lednogórskich. W 1939 Niemcy zrabowali oba dzwony kościelne (średnica 71 i 52 cm, wysokość odpowiednio: 60 i 40 cm), których nigdy nie zwrócili. W 1966 proboszcz Stanisław Wilczyński odnowił wnętrze obiektu i przystosował go do liturgii posoborowej. Kopia cudownego obrazu Matki Boskiej Imieleńskiej została przeniesiona do ołtarza bocznego, by w 1980 powrócić do ołtarza głównego za sprawą proboszcza Antoniego Adamczaka. Obecnie kult maryjny jest we wsi słaby, nie zgłaszano w ostatnich czasach żadnych uzdrowień i cudów. Kościół był konsekrowany 29 października 2000 przez arcybiskupa Henryka Muszyńskiego.

## Otoczenie
Przy kościele stoi plebania z początku XX wieku, ceglana kaplica cmentarna, a ponadto istnieje park, cmentarz i parking utwardzony. W ścianę kościoła wmurowana jest tablica pamiątkowa ku czci księdza Łukasza Nowakowskiego, lokalnego proboszcza przez 48 lat (ur. 1832, zm. 1910).